# Eersel
Eersel és un municipi de la província del Brabant del Nord, al sud dels Països Baixos. L'1 de gener del 2009 tenia 18.200 habitants repartits sobre una superfície de 83,28 km² (dels quals 0,87 km² corresponen a aigua). Limita al nord amb Oirschot i Eindhoven, a l'oest amb Bladel, a l'est amb Veldhoven i al sud amb Bergeijk.

## Centres de població
- Duizel
- Eersel
- Knegsel
- Steensel
- Vessem
- Wintelre